# Langteensalamander
De langteensalamander (Ambystoma macrodactylum) is een salamander uit de familie molsalamanders (Ambystomatidae). De soort werd voor het eerst wetenschappelijk beschreven door Spencer Fullerton Baird in 1849. Later werd de wetenschappelijke naam Amblystoma macrodactylum gebruikt.

## Uiterlijke kenmerken
Alle tenen zijn wat langer dan bij verwante soorten, echter vooral de vierde teen van de achterpoten is sterk verlengd. De kleur is zwart, meestal zonder flanktekening en duidelijk zichtbare gifklieren (parotoïden) en ribben (costale groeven). Kenmerkend is de heldergroene tot -gele brede rugstreep op het midden van de rug die soms bestaat uit een vlekkenrij. De lichaamslengte varieert van 10 tot 17 centimeter. Op het lichaam zijn 12 toit 13 costale groeven aanwezig.

## Verspreiding en habitat
De langteensalamander komt voor van zuidoostelijk Canada tot Californië in de Verenigde Staten. De habitat bestaat uit zowel drogere graslanden als hoger gelegen bergmeertjes en de soort kan in vele biotopen leven, maar blijft bij water in de buurt. Zelfs tot 3000 meter boven zeeniveau kan de salamander worden aangetroffen, waar het voor veel andere soorten te koel en te droog is. Overdag zit het dier meestal verstopt onder stenen of bladeren en komt pas tijdens de schemering tevoorschijn om te jagen op insecten en andere kleine ongewervelden.

## Voortplanting

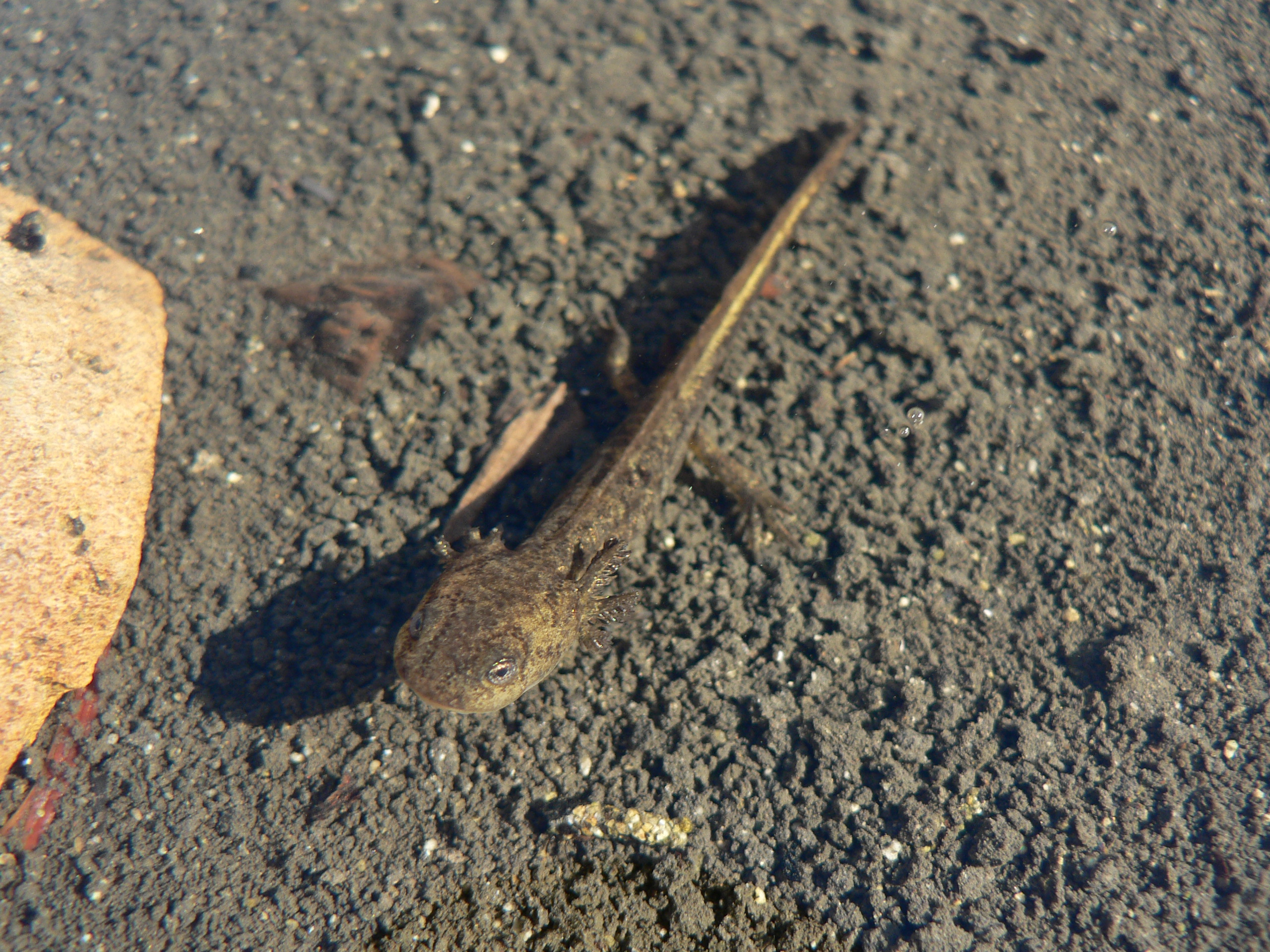
Larve

De paartijd begint vroeg in het jaar en er worden zelfs al eitjes afgezet als het water nog half bevroren is. De salamanders komen naar de afzetplaats toe als het regent en meestal 's nachts en het aantal eitjes varieert sterk; van 80 tot wel 400. De eitjes worden zowel aan waterplanten vastgemaakt als op de bodem afgezet, en de larven eten kleine micro-organismen, algen en ook elkaar.